# Instituto Courtauld
O Instituto de Arte Courtauld (Courtauld Institute of Art) é uma agremiação autorregulada da Universidade de Londres especializada no estudo da história da arte. É, também, um dos primeiros centros de ensino que lecionaram disciplinas relacionadas à história da arte no mundo. Foi o único do Reino Unido a receber a classificação 5 na mais recente Pesquisa de Exercício e Avaliação.

## História
Fundada em 1932 graças aos esforços filantrópicos do industrial e colecionador de arte Samuel Courtauld, do diplomata e colecionador Arthur Lee e do historiador de arte Sir Robert Witt, a estrutura física do Instituto Courtauld foi baseado na Home House (casa da nobreza utilizada por vários condes, sirs e senhores da Inglaterra nos séculos XVIII e XIX, projetada por Robert Adam na praça Portman, em Londres). Em 1989, ele recebeu modificações na aparência baseadas na Somerset House (outra construção histórica londrina do século XVI). O Instituto Courtauld celebrou seu 75° aniversário durante o ano acadêmico de 2007/08.

## O acervo do Instituto
A coleção de arte no Instituto começou a ser reunida por seu fundador, Samuel Courtauld, que apresentou uma extensiva coleção de pinturas principalmente impressionistas e pós-impressionistas no ano de 1932. O acervo foi acrescido de mais doações durante os anos 1930 e um espólio em 1948. Sua coleção inclui obras de grandes mestres como "Um bar no Folies-Bergère" e uma versão de "Almoço na Relva", ambas de Édouard Manet, "A pousada", de Pierre-Auguste Renoir, bem como paisagens de Claude Monet e Camille Pissarro. Além disso, uma cena de balé de Edgar Degas e uma seleção dos oito maiores trabalhos e Paul Cézanne fazem parte da coleção. Os famosos "Autorretrato com a Orelha Cortada" e "Cereja ou Acelga" de Vincent van Gogh, "Nunca mais" e "Te Rerioa" de Paul Gauguin também estão expostos. Outras obras importantes de Georges Seurat, Henri Rousseau, Henri de Toulouse-Lautrec e Amedeo Modigliani estão igualmente reunidas no Instituto.
No total, a galeria do Courtauld contém cerca de 530 pinturas e mais de 26 mil desenhos e retratos.

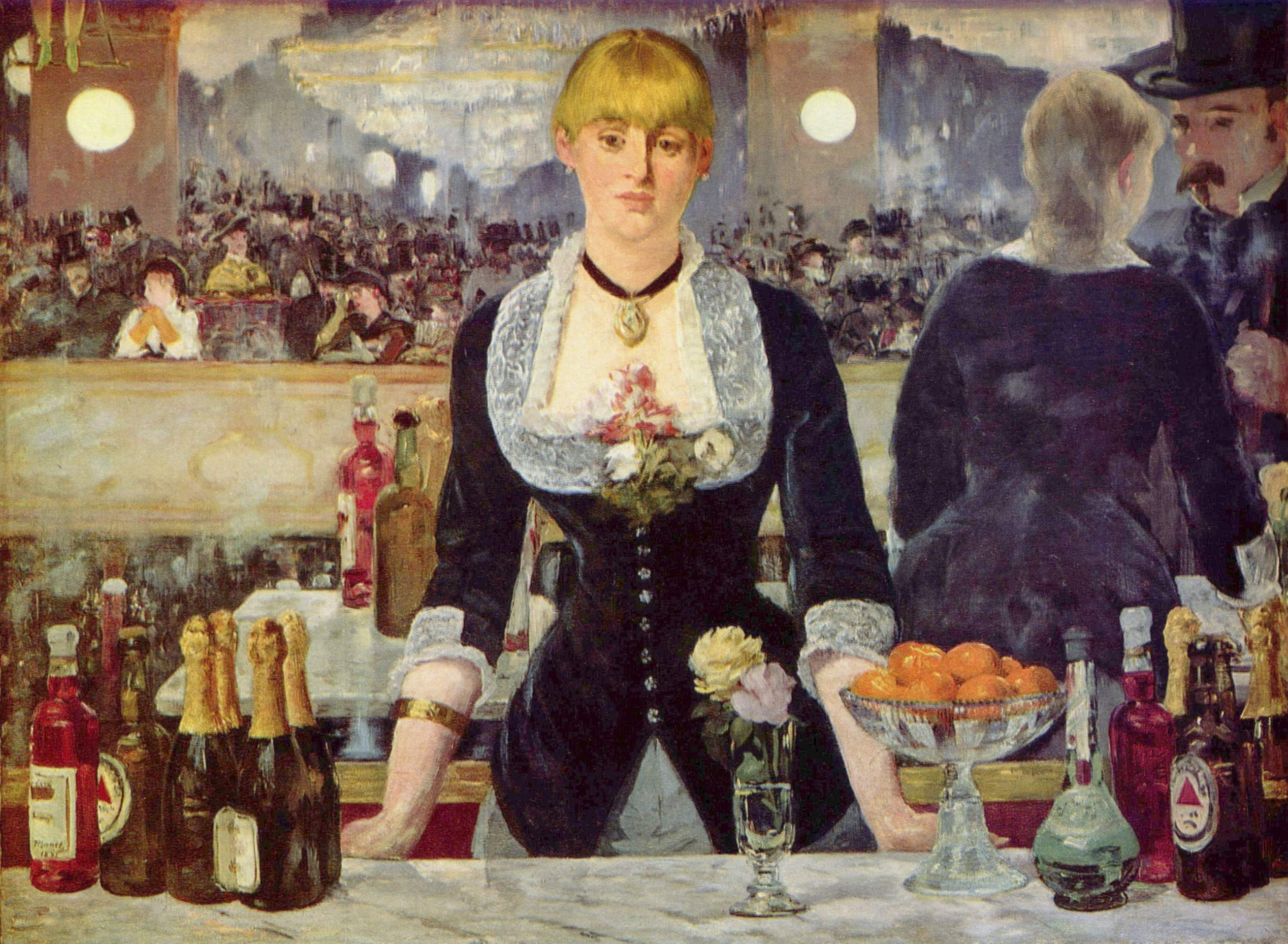
"Um Bar no Folies-Bergère", pintado em 1882 por Édouard Manet.

Após a morte do eminente crítico de arte Roger Fry em 1934, o Instituto recebeu sua coleção de obras do século XX. Mais espólios foram acrescidos depois da Segunda Guerra Mundial, das quais a mais notável foi a coleção Old Master apresentada por lorde Lee. Ela inclui "Adão e Eva", de Lucas Cranach o velho, e um rascunho em óleo do retábulo "Deposição" da Catedral de Antuérpia, de Peter Paul Rubens, indiscutivelmente sua obra-prima.
Sir Robert Witt também foi um benfeitor do Courtauld e deixou sua importante coleção de desenhos de antigos mestres britânicos em 1952. Em 1966, Mark Gambier-Parry legou a coleção diversa de arte formada por seu avô, Thomas Gambier Parry. Logo depois (em 1967), o legado de William Wycliffe Spooner (1882-1967) e sua esposa Mercie, acrescentou força à coleção da galeria de aquarelas inglesas, contribuindo com obras de J.R. Cozens e Francis Towne.
Em 1974, um grupo de treze aquarelas por J.M.W. Turner foi apresentado na memória de Sir Stephen Courtauld, famoso por restaurar o Palácio Eltham, e do irmão de Samuel Courtauld, um dos fundadores do Instituto Courtauld. Em 1978, o Courtauld recebeu a coleção de desenhos e pinturas chamada "Príncipes do Portão de Velhos Mestres" reunida pelo conde Antoine Seilern. Ela inclui pinturas de Pieter Bruegel o velho, Quentin Matsys, Anthony van Dyck e Giovanni Battista Tiepolo e rivaliza em beleza com a Coleção Samuel Courtauld. Também incluiu um apanhado de obras dos séculos XIX e XX por Camille Pissarro, Edgar Degas, Pierre-Auguste Renoir e Oskar Kokoschka. Mais recentemente, a Comunidade Lilian e o Coleções Alastair Hunter deram ao Courtauld mais pinturas dos séculos XIX e XX, bem como desenhos e esculturas.
A galeria do Courtauld é aberta ao público e se localiza no bloco "Strand" da Somerset House. A entrada para "A Grande Sala", que se encontra abrigada na "Exibição Anual de Verão da Academia Real", tem uma formidável inscrição em grego: "Nenhum estranho entra no Museu".
O atual chefe da galeria é Ernst Vegelin.

## Pinturas Mais Importantes Abrigadas
Escola Holandesa
- Gogh, Vincent Van - 2 pinturas;

Escola Inglesa
- Beechey, William - 2 pinturas;

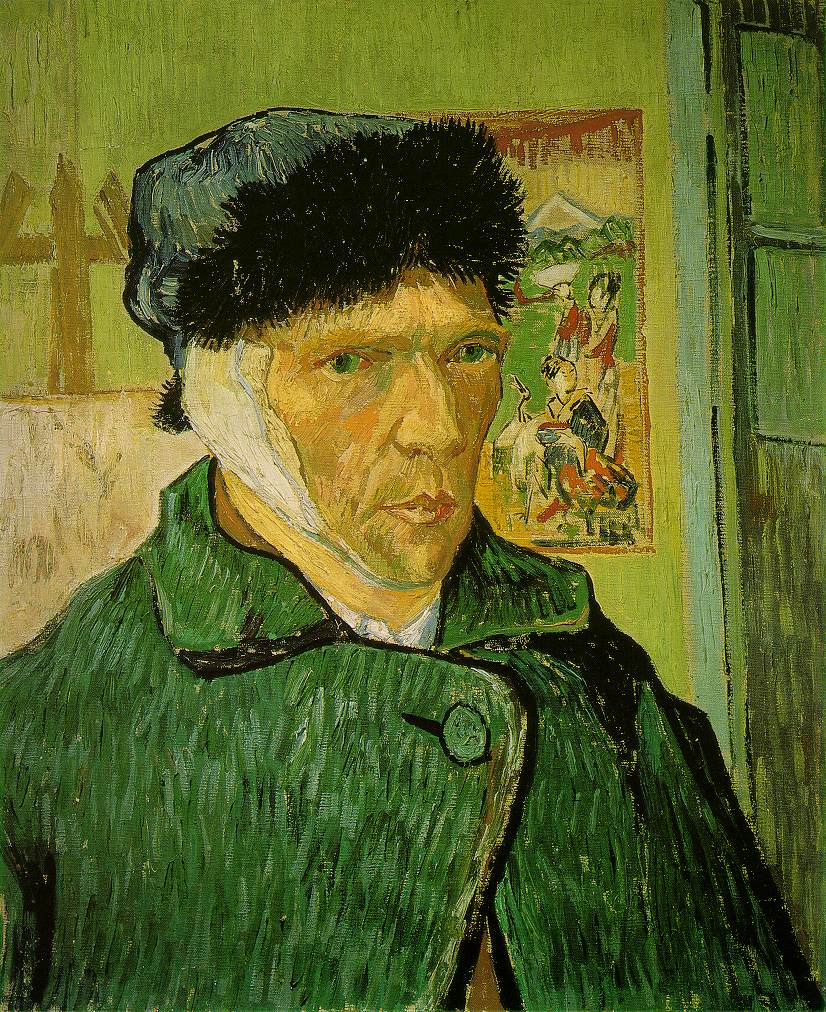
Autorretrato com a Orelha Cortada (1889), de Vincent Van Gogh, uma das obras do Courtauld.

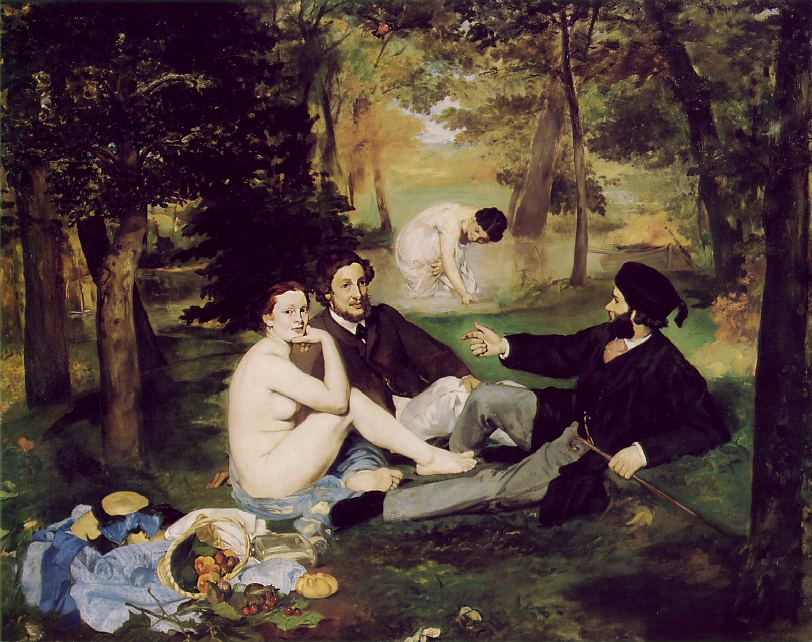
"Almoço na Relva", de 1863, é considerada, por muitos, a obra-prima de Édouard Manet.

- Gainsborough, Thomas - 2 pinturas;
- Lely, Peter - 3 pinturas;

Escola Flamenga
- Dyck, Anthony van - 5 pinturas;
- Bruegel, Pieter - 3 pinturas;
- Massys, Quentin - 2 pinturas;
- Rubens, Peter Paul - 29 pinturas;
- Teniers, David - 10 pinturas;

Escola Francesa
- Cézanne, Paul - 12 pinturas;
- Degas, Edgar - 6 pinturas;
- Gauguin, Eugène Henri Paul - 3 pinturas;
- Gellée, Claude - 1 pintura;
- Manet, Édouard - 4 pinturas;
- Monet, Claude - 3 paintings;
- Pissarro, Camille -  4 pinturas;
- Seurat, Georges-Pierre - 9 pinturas;
- Renoir, Pierre Auguste - 4 pinturas;

Escola Germânica
- Lucas Cranach o velho - 1 pintura;

Escola Italiana
- Angelico, Fra - 4 pinturas;
- Bellini, Giovanni - 1 pintura;
- Botticelli, Sandro - 1 pintura;
- Daddi, Bernardo - 2 pinturas;
- Lotto, Lorenzo - 2 pinturas;
- Perugino, Pietro - 1 pintura;
- Tiepolo, Giovanni Battista - 12 pinturas;
- Tintoretto, Jacopo - 2 pinturas;

Escola Espanhola
- Goya, Francisco - 1 pintura;

## AcervoOnline
Uma coleção de imagens online (www.artandarchitecture.org.uk) de mais de 40 mil arquivos digitalizados da galeria Courtauld possibilita, aos internautas, acesso instantâneo a esses materiais. Eles estão divididos por categorias como artista, tema ou contexto histórico. A ideia para essa iniciativa foi concebida pelo ex-vice-diretor do Instituto Courtauld George Zarnecki e o professor escolar Jean Bony. Esse site foi desenvolvido com o suporte do New Opportunities Fund (traduzido do inglês, "Fundo Novas Oportunidades").
Além disso, uma versão completamente 3D de alta definição está disponível no site do Instituto Courtauld para aqueles que não podem ir até Londres apreciar as obras pessoalmente. A experiência, no entanto, se assemelha muito à realidade por proporcionar visualização clara dos traços e nuances das telas. Uma breve descrição e contextualização da obra está pregada ao lado de cada tela, ostentando também a data em que foi concebida e seu autor.
| \| William George Constable \| 1932–1936 \| \| T. S. R. Boase \| 1936–1947 \| \| Anthony Blunt \| 1947–1974 \| \| Peter Lasko \| 1974–1985 \| \| Michael Kauffmann \| 1985–1995 \| \| Eric Fernie \| 1995–2003 \| \| James Cuno \| 2003–2004 \| \| Deborah Swallow \| 2004 até hoje \| 1. - «Site oficial do Instituto Courtauld» |               |
| William George Constable | 1932–1936     |
| T. S. R. Boase | 1936–1947     |
| Anthony Blunt | 1947–1974     |
| Peter Lasko | 1974–1985     |
| Michael Kauffmann | 1985–1995     |
| Eric Fernie | 1995–2003     |
| James Cuno | 2003–2004     |
| Deborah Swallow | 2004 até hoje |